# 헤카베

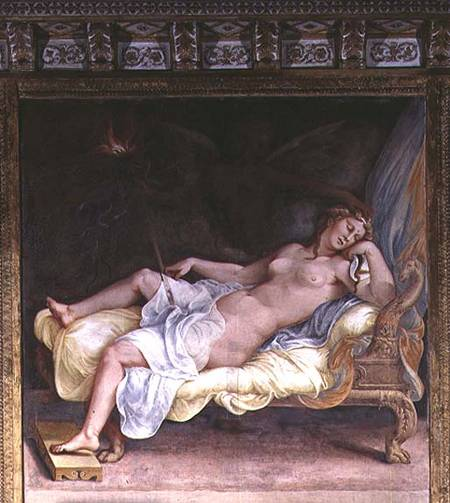

헤카베(고대 그리스어: Ἑκάβη, 라틴어: Hecuba 헤쿠바, 영어: Hecabe)는 그리스 신화에 나오는 트로이의 왕비이자 프리아모스의 아내이다.

## 트로이의 왕비
헤카베의 부모에 대하여는 여러 가지 설이 있는데 프리기아 태생으로 아버지는 디마스이며 어머니는 하신(河神) 산가리오스의 딸 에우노에라고 한다. 그녀는 프리아모스와의 사이에서 19명의 자녀를 두었다. 그녀의 자녀들중 맏이는 유명한 영웅 헥토르이며 파리스, 데이포보스, 헬레노스, 폴리도로스등 아들들과 카산드라, 라오디케, 폴릭세나 등의 딸들을 낳았다.
트로이 전쟁이 시작되기 전에 헤카베와 프리아모스는 막내 아들인 폴리도로스를 많은 선물들과 함께 트라키아의 왕 폴리메스토르에게 보내어 안전하게 보호하게 했다. 맏아들 헥토르가 아킬레우스의 손에 죽고 아킬레우스가 시체마저 모욕하며 가져가 버리자 프리아모스는 아들의 시체를 가지러 아킬레우스를 찾아가려는데 헤카베는 이를 말린다.

## 개로 변한 헤카베
트로이가 함락된 후 남편 프리아모스도 죽고 수많은 아들들이 죽어나갔다. 헤카베는 오디세우스의 노예로 끌려가게 되었다. 트로이가 함락하자 트라키아왕 폴리메스토르는 트로이의 막내왕자 폴리도로스를 죽여버렸다. 헤카베는 그리스로 끌려가던 도중..트라키아섬을 발견한 그녀는..오디세우스의배려로 포로에서 풀려나 트라키아섬에서 내리지만 막내아들 폴리도로스마저 죽은 것을 보고 미쳐 버렸다. 그녀는 분노에 휩싸여 폴리메스토르를 장님으로 만들고 마침내 개로 변했다. 그녀가 개로 변한 곳은 ‘퀴노스세마’(‘개의 무덤’이란 뜻)이라고 한다.

## 문학 작품 속의 헤카베
- 에우리피데스의 비극, 《헤카베》와 《트로이아 여인들》에서 헤카베가 주인공이며 중요한 인물로 나온다.
- 단테 알리기에리 《신곡》 〈지옥편〉 제30곡 13-20행 : 헤카베의 비탄이 묘사된다.
- 셰익스피어 《햄릿》 2막 2장에 언급된다.
- 임마누엘 칸트 《순수이성 비판》에서도 헤카베가 언급된다.